# Lycinus caldera
Lycinus caldera is een spinnensoort in de taxonomische indeling van de bruine klapdeurspinnen (Nemesiidae).
Lycinus caldera werd in 1995 beschreven door Goloboff.